# قوانين منزل سايدر (فلم)
قوانين منزل سايدر (بالإنجليزية: The Cider House Rules) هو فيلم دراما تم إنتاجه في الولايات المتحدة وصدر في سنة 1999.

## بطولة
- توبي ماغواير
- مايكل كين
- تشارليز ثيرون
- بول رود

## الميزانية والإيرادات
بلغت تكلفة إنتاج الفيلم حوالي 24 مليون دولار بينما حقق أرباحا تقدر بـ 88,545,092 دولار.

## وصلات خارجية
- مقالات تستعمل روابط فنية بلا صلة مع ويكي بيانات